# Marco Maas

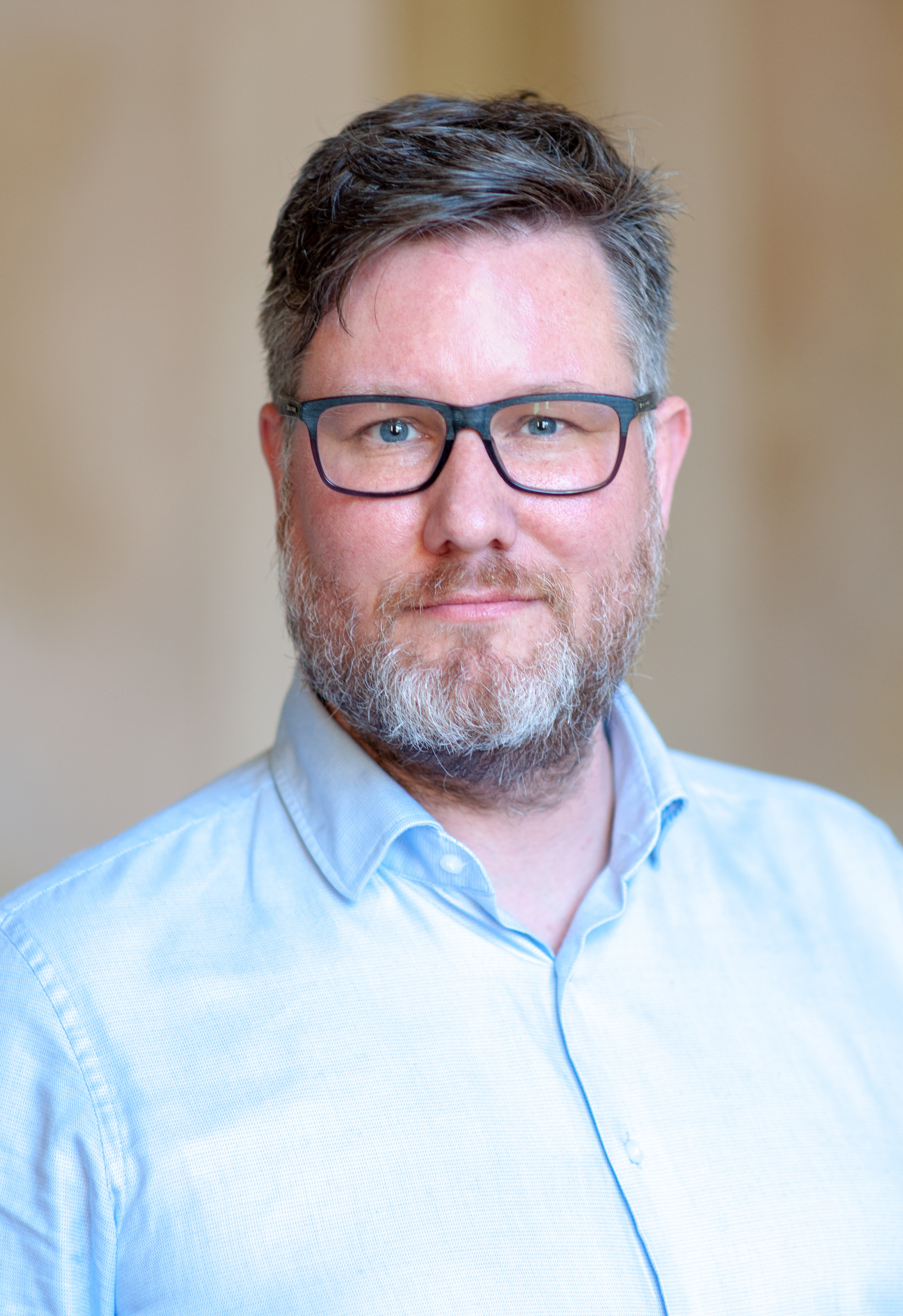
Portrait Marco Maas 2019

Marco Maas (* 10. September 1977) ist ein deutscher Journalist, Medienunternehmer und Datenvisualisierungsexperte. Er ist geschäftsführender Gesellschafter der Datenfreunde GmbH, Mitgründer der datenjournalistischen Agentur OpenDataCity.
Maas gehört zu den frühen Akteuren des Datenjournalismus im deutschsprachigen Raum und war an zahlreichen preisgekrönten Projekten beteiligt, darunter ZDF-Parlameter, LobbyPlag, Geheimer Krieg, Stasi vs. NSA und die MH17-Recherche. Thematisch arbeitet er in den Bereichen Open Data, interaktives Storytelling, Prototyping und Datenvisualisierung.

## Leben und Wirken
Marco Maas begann seine journalistische Laufbahn parallel zur Schule und während des Zivildienstes als freier Mitarbeiter beim Ostholsteiner Anzeiger. Anschließend arbeitete er beim Norddeutschen Rundfunk (NDR), wo er am Aufbau der Online-Redaktion beteiligt war. Dort betreute er Großprojekte wie die Landtagswahl-Berichterstattung sowie die digitale Begleitung des Eurovision Song Contests (1999–2012). Maas begleitete die Einführung und den Betrieb mehrerer Content-Management-Systeme (CMS), etablierte Publikationsprozesse für die Echtzeit-Ausspielung von TV-Inhalten zunächst zeitnah zur Ausstrahlung und später in Echtzeit, und schulte Redaktionen im Umgang mit Web-Technologien. Zudem verantwortete er interaktive Formate wie Expertenchats zu Sendungen wie Visite, Zapp und DAS!.
Mit der 2006 zusammen mit Sebastian Gerhard gegründeten Bildagentur fotografirma war Maas als Event- und Konzertfotograf (2006–2018) tätig. Er begleitete unter anderem viele Konzerte und Events des NDR sowie z. B. den Deutschen Radiopreis und die Aktion Mensch, die Rettungsdienstkooperative in Schleswig-Holstein über viele Jahre und war für Bilddokumentationen und Livestreaming-Begleitung verantwortlich.
Maas leitete mehrere Jahre den Medienservice der Standortinitiative Deutschland – Land der Ideen. In Zusammenarbeit mit der dpa bot das Projekt während der Fußball-Weltmeisterschaft 2006 ausländischen und inländischen Medien redaktionell aufbereitete Inhalte über Deutschland zur freien Verfügung an.
2010 gründete Maas mit Kollegen die Agentur OpenDataCity, die sich auf datenjournalistische Projekte und Visualisierungen spezialisierte. Die Agentur war u. a. für die visuelle Umsetzung der preisgekrönten MH17-Recherche von Correctiv verantwortlich. OpenDataCity entwickelte interaktive Anwendungen und Datenaufbereitungen für Medienhäuser wie die Süddeutsche Zeitung, Der Spiegel oder ZDF.
2013 ging daraus die Datenfreunde GmbH hervor, die neben Datenjournalismus zunehmend auf Prototyping, Voice Interfaces und digitale Tools setzte. Maas und sein Team entwickeln im Rahmen der Google News Initiative Prototypen für neue Formen des Geschichtenerzählens und der Nachrichtenverbreitung: Z.B. die kontextbasierte Nachrichten-App „xMinutes“ (Die richtige Nachricht zur richtigen Zeit am richtigen Ort), Zusammen mit Astrid Csuraji, Jakob Vicari und tactile.news entwickelte er den Smirror (ein interaktiver Nachrichten-Spiegel), zusammen mit dem Schleswig-Holsteinischen Zeitungsverlag (sh:z) ein ganzheitliches Journalismus-Konzept Ambient-News (Nachrichten triggern z. B. Lampen in verschiedenen Farben) – als Teil des Konzepts „Journalismus der Dinge“. Die Sprachassistenz-Plattform Covojo (2018–2022) war ein kommerzielles Werkzeug für Radiosender, ihre Angebote einfach an diverse Sprachassistenten zu bringen – leider fehlten die Monetarisierungsangebote seitens Amazon und Google. Während der Corona-Pandemie wurde das Geschäftsfeld um DSGVO-konforme Videosprechstundenlösungen für medizinische Einrichtungen (u. a. Consularia GmbH) erweitert. Zudem unterstützte das Unternehmen psychotherapeutische Ausbildungsstätten mit digitalen Lösungen.
Beim Verein für Medien- und Journalismuskritik e.V. Vocer ist Maas als einer der Herausgeber tätig. Vocer ist eine gemeinnützige Organisation für Medieninnovation mit Sitz in Hamburg, die sich als Denkfabrik, Akademie, Plattform und Talentschmiede versteht. Seit 2009 organisieren der Verein Bildungs- und Förderprogramme zur digitalen Transformation und stößt Initiativen zu Non-Profit-Journalismus, gesellschaftlicher Innovationen, Nachrichtenkompetenz und Digitaler Resilienz an.
Er ist zertifizierter Trainer im Rahmen der Google News Initiative und gibt Schulungen zu Datenjournalismus, Visualisierung und Recherche an Journalistenschulen wie der RTL Journalistenschule Köln, der Gruner+Jahr Akademie Hamburg, der Deutschen Journalistenschule München, der Hamburg Media School sowie bei Weiterbildungsformaten der Konrad-Adenauer-Stiftung.
Maas war zudem Sprecher auf Fachkonferenzen wie re:publica, TEDx und der Newsgeist-Konferenz von Google und WAN-IFRA, bei der internationale Journalistinnen und Technologen über die Zukunft des Nachrichtenwesens diskutieren.
Mit der Journalistin Ulrike Klode produzierte er den Podcast Seriensprechstunde, in dem Hörerinnen und Hörer Serienempfehlungen erhielten. Sonderformate wie die Serienguckstunde ergänzten das Konzept durch gemeinsame Episodenbesprechungen. Der Podcast ist nicht mehr aktiv, aber weiterhin verfügbar.
Seit 2021 ist Maas Mitglied im Aufsichtsrat des genossenschaftlichen Coworking-Projekts NAA - Neues Amt Altona.

## Projekte (Auswahl)
- ZDF-Parlameter (2009): Visualisierung von Bundestagsabstimmungen; ausgezeichnet mit dem Grimme Online Award.
- Verräterisches Handy – Was Vorratsdaten über uns verraten (2011) – Interaktive Visualisierung der Bewegungsdaten des Politikers Malte Spitz, welche dieser von der Deutschen Telekom erhalten hatte. Das Projekt (in Kooperation mit Zeit Online) zeigte eindrücklich, welche persönlichen Informationen aus Mobilfunk-Metadaten gewonnen werden können, und entfachte eine Datenschutz-Debatte. Verräterisches Handy erhielt 2012 einen Lead Award in Gold (Kategorie Web-Special) und den Grimme Online Award (Kategorie „Spezial“).
- Zugmonitor (2012): Echtzeit-Analyse von Verspätungen im Fernverkehr für die Süddeutsche Zeitung.  Das Projekt war für den Grimme Online Award nominiert und fand international Beachtung (u. a. durch eine englischsprachige Version im Guardian).
- LobbyPlag (2013): Plattform zur Analyse von Lobby-Einfluss auf EU-Gesetzgebung; Gewinner des World Summit Award.
- Geheimer Krieg (2013): Investigatives Datenprojekt in Zusammenarbeit mit NDR und Süddeutscher Zeitung über geheime US-Militäraktionen in Deutschland. OpenDataCity wertete dafür eine US-Datenbank mit über 300.000 Regierungsaufträgen systematisch aus sueddeutsche.de, um US-Aktivitäten an deutschen Standorten sichtbar zu machen. Die Ergebnisse flossen in die vielbeachtete Serie „Geheimer Krieg“ ein, die als Multimedia-Dossier online erschien und im TV (Panorama, Das Erste) sowie in Buchform veröffentlicht wurde. Das Projekt wurde mit dem Prix Europa (Kategorie Online-Projekt) und dem Journalismuspreis Informatik ausgezeichnet (für NDR/SZ) und fand breite mediale Resonanz.
- Stasi vs. NSA (2013): Vergleich der Datenmengen der NSA und der Stasi; international beachtet.[1]
- Lobbyradar (2015) – Ein gemeinsam mit ZDFheute und dem MIZ Babelsberg entwickeltes Browser-Plugin, das beim Lesen von NachrichtenartikelnHintergrundinformationen zu erwähnten Lobbyisten, Politikern und Organisationen einblendet. Maas’ Team entwickelte hierfür die Datenbank, welche diverse Quellen (Parteispenden, Lobbyregister, Nebeneinkünfte von Abgeordneten usw.) verknüpft. Lobbyradar machte Lobby-Beziehungen in Deutschland für ein junges Publikum zugänglich. Es wurde 2015 als bestes europäisches Online-Projekt mit dem Prix Europa ausgezeichnet und erhielt einen Lead Award in Silber (Webfeature des Jahres).
- Maas war als Planer und Entwickler am interaktiven TV-Format rundshow (2012, BR) beteiligt und entwickelte mit der Firma 4=1 das "Social Video Toolkit" Soviet, aus dem später FlypSite hervorging. Mit 4=1 verantwortete er auch grafische Wahlberichterstattung für ARD und ZDF.

## Publikationen
Maas veröffentlichte unter anderem auf netzpolitik.org und datenjournalist.de sowie in verschiedenen Medien und Fachportalen. Er betreibt den Blog „The Maastrix“ und publiziert auf Twitter unter dem Handle @themaastrix regelmäßig Hinweise zu Projekten, Tools und Medienentwicklungen.

## Rezeption
Der Spiegelporträtierte Maas mehrfach als Pionier im Bereich Smart Home und IoT. Projekte wie Stasi vs. NSA und LobbyPlag wurden in Medien wie der Süddeutschen Zeitung, der taz und dem Deutschlandfunk als innovativ und wegweisend hervorgehoben.
Maas’ Arbeit und Expertenwissen finden auch außerhalb der Fachpresse Beachtung. So berichtete Der Spiegel 2015 ausführlich über sein komplett vernetztes Smart Home in Hamburg-St. Pauli. In einer Artikelserie und Video-Reportage demonstrierte Maas, wie rund 130 smarte Geräte – von Lampen und Heizung bis zur Tür und Waage – in seinem Haushalt miteinander kommunizieren. Dieses Experiment diente dazu, Potenziale und Risiken des „Internet der Dinge“ im Alltag aufzuzeigen; ein begleitender Sicherheitscheck enthüllte zugleich Schwachstellen eines solchen Smart Homes.
2018 porträtierte die Robert Bosch GmbH Maas als „Vordenker“ der vernetzten Informationswelt. In dem Interview betonte er seine Vision, dass Nachrichten den Nutzer finden müssen, nicht umgekehrt – entsprechend arbeitet er daran, Nachrichten personalisiert und kontextabhängig über Sprachassistenten bereitzustellen.
Durch seine Pionierrolle im Datenjournalismus und seine innovativen Projekte hat Maas sich in der Medienbranche einen Namen gemacht. Branchenmagazine und Organisationen verweisen regelmäßig auf seine Arbeiten, wenn es um erfolgreiche Beispiele für datengetriebene Geschichten oder digitale News-Plattformen in Deutschland geht.

## Auszeichnungen
- CNN Journalist Award (2008, Kategorie Online für das G8-Gipfelblog gipfelblog.de).[2]
- Grimme Online Award 2009 in der Kategorie Information für ZDF-Parlameter[3]
- Grimme Online Award 2012 Nomminierung in der Kategorie WISSEN und BILDUNG für Zugmonitor[4]
- Grimme Online Award 2013 für Richard Gutjahr für das von Maas entwickelte „lobbyplag.eu“[5]
- Coburger Medienpreis Kategorie "Wellenschläger" für LobbyPlag.eu (für OpenDataCity)
- Medium Magazin, Journalisten des Jahres, 2015, Kategorie Entrepeneur, Platz 2[6]
- Medium Magazin, Journalisten des Jahres, Top Ten Medien-Entrepeneur 2016 (Platz 5)[7]
- Ausgewählter Ort im Land der Ideen, 2017 für Datenfreunde GmbH
- Fellow Kompetenzzentrum für Kultur- und Kreativwirtschaft, 2017
- Cityvis Competition 2018 (Technologie-Stiftung Berlin) Gold Award, Kategorie Fokus Berlin für "So bewegt sich Deutschland" (Telefonica)
- DPOK Deutscher Preis für Online-Kommunikation 2018 (Gold, Kategorie B2B Kommunikation) für "So bewegt sich Deutschland"
- Lead Award (2012 Gold in der Kategorie Web-Special für Verräterisches Handy); 2015
- Silber als Webfeature des Jahres für Lobbyradar wegewerk.com.
- World Summit Award (2013, Kategorie E-Government & Citizen Engagement für LobbyPlag).[8]
- Prix Europa (2015, Kategorie Best European Online Project für Lobbyradar)[9]
- dpa-Infografik Award (2015, 3. Platz für Lobbyradar)[10]
- Weitere Ehrungen umfassen u. a. zwei dpa-Infografikpreise, einen Online News Association Award sowie einen Malofiej Award für Datenvisualisierung.